# Liste der belgischen Regierungen
Die Liste der belgischen Regierungen führt die einzelnen Regierungskabinette Belgiens seit der Belgischen Revolution im Jahr 1830 auf nationalstaatlicher beziehungsweise auf föderaler Ebene auf. Seit der Umwandlung Belgiens von einem Einheitsstaat in einen Bundesstaat im Jahr 1993 trägt die ehemalige nationale Regierung den Namen Föderalregierung. Die Regierungen der belgischen Gemeinschaften und Regionen sind hierunter nicht aufgelistet.
|      | Regierung                                          | Premierminister (Regierungschef) | Parteien (politische Bewegungen)               | Zeitraum                               |
| ---- | -------------------------------------------------- | -------------------------------- | ---------------------------------------------- | -------------------------------------- |
| -    | Vorläufige Regierung                               | Louis de Potter                  | Katholisch-Liberal                             | 24. September 1830 – 25. Februar 1831  |
| 1.   | Regierung de Gerlache                              | Étienne de Gerlache              | Katholisch-Liberal                             | 26. Februar 1831 – 23. März 1831       |
| 2.   | Regierung Lebeau I                                 | Joseph Lebeau                    | Katholisch-Liberal                             | 28. März 1831 – 21. Juli 1831          |
| 3.   | Regierung de Muelenaere                            | Felix de Muelenaere              | Katholisch-Liberal                             | 24. Juli 1831 – 20. Oktober 1832       |
| 4.   | Regierung Goblet                                   | Albert Goblet                    | Katholisch-Liberal                             | 20. Oktober 1832 – 4. August 1834      |
| 5.   | Regierung de Theux I                               | Barthélémy de Theux              | Katholisch-Liberal                             | 4. August 1834 – 18. April 1840        |
| 6.   | Regierung Lebeau II                                | Joseph Lebeau                    | Liberal                                        | 18. April 1840 – 13. April 1841        |
| 7.   | Regierung Nothomb                                  | Jean-Baptiste Nothomb            | Katholisch-Liberal                             | 13. April 1841 – 30. Juli 1845         |
| 8.   | Regierung van de Weyer                             | Sylvain van de Weyer             | Katholisch-Liberal                             | 30. Juli 1845 – 31. März 1846          |
| 9.   | Regierung de Theux II                              | Barthélémy de Theux              | Katholisch                                     | 31. März 1846 – 12. August 1847        |
| 10.  | Regierung Rogier I                                 | Charles Rogier                   | Liberale Partei                                | 12. August 1847 – 31. Oktober 1852     |
| 11.  | Regierung de Brouckère                             | Henri de Brouckère               | Liberale Partei                                | 31. Oktober 1852 – 30. März 1855       |
| 12.  | Regierung de Decker                                | Pieter de Decker                 | Katholisch-Liberale Partei                     | 30. März 1855 – 9. November 1857       |
| 13.  | Regierung Rogier II                                | Charles Rogier                   | Liberale Partei                                | 9. November 1857 – 3. Januar 1868      |
| 14.  | Regierung Frère-Orban I                            | Walthère Frère-Orban             | Liberale Partei                                | 3. Januar 1868 – 2. Juli 1870          |
| 15.  | Regierung d’Anethan                                | Jules d’Anethan                  | Katholisch                                     | 2. Juli 1870 – 7. Dezember 1871        |
| 16.  | Regierung Malou I                                  | Jules Malou                      | Katholisch                                     | 7. Dezember 1871 – 19. Juni 1878       |
| 17.  | Regierung Frère-Orban II                           | Walthère Frère-Orban             | Liberale Partei                                | 19. Juni 1878 – 16. Juni 1884          |
| 18.  | Regierung Malou II                                 | Jules Malou                      | Katholische Partei                             | 16. Juni 1884 – 26. Oktober 1884       |
| 19.  | Regierung Beernaert                                | Auguste Beernaert                | Katholische Partei                             | 26. Oktober 1884 – 26. März 1894       |
| 20.  | Regierung de Burlet                                | Jules de Burlet                  | Katholische Partei                             | 26. März 1894 – 25. Februar 1896       |
| 21.  | Regierung de Smet de Naeyer I                      | Paul de Smet de Naeyer           | Katholische Partei                             | 25. Februar 1896 – 24. Januar 1899     |
| 22.  | Regierung Vandenpeereboom                          | Jules Vandenpeereboom            | Katholische Partei                             | 24. Januar 1899 – 5. August 1899       |
| 23.  | Regierung de Smet de Naeyer II                     | Paul de Smet de Naeyer           | Katholische Partei                             | 5. August 1899 – 2. Mai 1907           |
| 24.  | Regierung de Trooz                                 | Jules de Trooz                   | Katholische Partei                             | 2. Mai 1907 – 9. Januar 1908           |
| 25.  | Regierung Schollaert                               | Frans Schollaert                 | Katholische Partei                             | 9. Januar 1908 – 17. Juni 1911         |
| 26.  | Regierung de Broqueville I                         | Charles de Broqueville           | Katholische Partei                             | 17. Juni 1911 – 18. Januar 1916        |
| 27.  | Regierung de Broqueville II                        | Charles de Broqueville           | Katholische Partei-Liberale Partei-POB         | 18. Januar 1916 – 1. Juni 1918         |
| 28.  | Regierung Cooreman                                 | Gerhard Cooreman                 | Katholische Partei-Liberale Partei-POB         | 1. Juni 1918 – 21. November 1918       |
| 29.  | Regierung Delacroix I                              | Léon Delacroix                   | Katholische Partei-Liberale Partei-POB         | 21. November 1918 – 2. Dezember 1919   |
| 30.  | Regierung Delacroix II                             | Léon Delacroix                   | Katholische Partei-Liberale Partei-POB         | 2. Dezember 1919 – 20. November 1920   |
| 31.  | Regierung Carton de Wiart                          | Henry Carton de Wiart            | Katholische Partei-Liberale Partei-POB         | 20. November 1920 – 16. Dezember 1921  |
| 32.  | Regierung Theunis I                                | Georges Theunis                  | Katholische Partei-Liberale Partei             | 16. Dezember 1921 – 13. Mai 1925       |
| 33.  | Regierung Vande Vyvere                             | Aloys van de Vijvere             | Katholische Partei                             | 13. Mai 1925 – 17. Juni 1925           |
| 34.  | Regierung Poullet                                  | Prosper Poullet                  | Katholische Partei-POB                         | 17. Juni 1925 – 20. Mai 1926           |
| 35.  | Regierung Jaspar I                                 | Henri Jaspar                     | Katholische Partei-Liberale Partei-POB         | 20. Mai 1926 – 21. November 1927       |
| 36.  | Regierung Jaspar II                                | Henri Jaspar                     | Katholische Partei-Liberale Partei             | 22. November 1927 – 6. Juni 1931       |
| 37.  | Regierung Renkin                                   | Jules Renkin                     | Katholische Partei-Liberale Partei             | 6. Juni 1931 – 22. Oktober 1932        |
| 38.  | Regierung de Broqueville III                       | Charles de Broqueville           | Katholische Partei-Liberale Partei             | 22. Oktober 1932 – 20. November 1934   |
| 39.  | Regierung Theunis II                               | Georges Theunis                  | Katholische Partei-Liberale Partei             | 20. November 1934 – 25. März 1935      |
| 40.  | Regierung van Zeeland I                            | Paul van Zeeland                 | Katholische Partei-Liberale Partei-POB         | 25. März 1935 – 13. Juni 1936          |
| 41.  | Regierung van Zeeland II                           | Paul van Zeeland                 | Katholische Partei-Liberale Partei-POB         | 13. Juni 1936 – 24. November 1937      |
| 42.  | Regierung Janson                                   | Paul-Émile Janson                | Katholische Partei-Liberale Partei-POB         | 24. November 1937 – 15. Mai 1938       |
| 43.  | Regierung Spaak I                                  | Paul-Henri Spaak                 | Katholische Partei-Liberale Partei-POB         | 15. Mai 1938 – 22. Februar 1939        |
| 44.  | Regierung Pierlot I                                | Hubert Pierlot                   | Katholische Partei-POB                         | 22. Februar 1939 – 18. April 1939      |
| 45.  | Regierung Pierlot II                               | Hubert Pierlot                   | Katholische Partei-Liberale Partei             | 18. April 1939 – 3. September 1939     |
| 46.  | Regierung Pierlot III                              | Hubert Pierlot                   | Katholische Partei-Liberale Partei-POB         | 3. September 1939 – 23. August 1940    |
| 47.  | Regierung Pierlot IV                               | Hubert Pierlot                   | Katholische Partei-Liberale Partei-POB         | 23. Oktober 1940 – 26. September 1944  |
| 48.  | Regierung Pierlot V                                | Hubert Pierlot                   | Katholische Partei-Liberale Partei-POB-PCB-KPB | 26. September 1944 – 12. Dezember 1944 |
| 49.  | Regierung Pierlot VI                               | Hubert Pierlot                   | Katholische Partei-Liberale Partei-POB         | 12. Dezember 1944 – 7. Februar 1945    |
| 50.  | Regierung Van Acker I                              | Achille Van Acker                | Katholische Partei-PL-LP-PSB-BSP-PCB-KPB       | 12. Februar 1945 – 15. Juni 1945       |
| 51.  | Regierung Van Acker II                             | Achille Van Acker                | PSB-BSP-PL-LP-PCB-KPB-UDB                      | 2. August 1945 – 12. Februar 1946      |
| 52.  | Regierung Spaak II                                 | Paul-Henri Spaak                 | PSB-BSP                                        | 13. März 1946 – 20. März 1946          |
| 53.  | Regierung Van Acker III                            | Achille Van Acker                | PSB-BSP-PL-LP-PCB-KPB                          | 31. März 1946 – 9. Juli 1946           |
| 54.  | Regierung Huysmans                                 | Camille Huysmans                 | PSB-BSP-PL-LP-PCB                              | 2. August 1946 – 13. März 1947         |
| 55.  | Regierung Spaak III                                | Paul-Henri Spaak                 | PSB-BSP-PSC-CVP                                | 20. März 1947 – 19. November 1948      |
| 56.  | Regierung Spaak IV                                 | Paul-Henri Spaak                 | PSB-BSP-PSC-CVP                                | 27. November 1948 – 27. Juni 1949      |
| 57.  | Regierung G. Eyskens I                             | Gaston Eyskens                   | PSC-CVP-PL-LP                                  | 11. August 1949 – 6. Juni 1950         |
| 58.  | Regierung Duvieusart                               | Jean Duvieusart                  | PSC-CVP                                        | 8. Juni 1950 – 11. August 1950         |
| 59.  | Regierung Pholien                                  | Joseph Pholien                   | PSC-CVP                                        | 16. August 1950 – 9. Januar 1952       |
| 60.  | Regierung Van Houtte                               | Jean Van Houtte                  | PSC-CVP                                        | 15. Januar 1952 – 12. April 1954       |
| 61.  | Regierung Van Acker IV                             | Achille Van Acker                | PSB-BSP-PL-LP                                  | 23. April 1954 – 2. Juni 1958          |
| 62.  | Regierung G. Eyskens II                            | Gaston Eyskens                   | PSC-CVP                                        | 26. Juni 1958 – 4. November 1958       |
| 63.  | Regierung G. Eyskens III                           | Gaston Eyskens                   | PSC-CVP-PL-LP                                  | 6. November 1958 – 3. September 1960   |
| 64.  | Regierung G. Eyskens III (nach Kabinettsumbildung) | Gaston Eyskens                   | PSC-CVP-PL-LP                                  | 3. September 1960 – 27. März 1961      |
| 65.  | Regierung Lefèvre                                  | Théo Lefèvre                     | PSC-CVP-PSB-BSP                                | 25. April 1961 – 24. Mai 1965          |
| 66.  | Regierung Harmel                                   | Pierre Harmel                    | PSC-CVP-PSB-BSP                                | 28. Juli 1965 – 11. Februar 1966       |
| 67.  | Regierung Vanden Boeynants I                       | Paul Vanden Boeynants            | PSC-CVP-PLP-PVV                                | 19. März 1966 – 1. April 1968          |
| 68.  | Regierung G. Eyskens IV                            | Gaston Eyskens                   | PSC-CVP-PSB-BSP                                | 17. Juni 1968 – 8. November 1971       |
| 69.  | Regierung G. Eyskens V                             | Gaston Eyskens                   | PSC-CVP-PSB-BSP                                | 21. Januar 1972 – 23. November 1972    |
| 70.  | Regierung Leburton I                               | Edmond Leburton                  | PSC-CVP-PSB-BSP-PLP-PVV                        | 26. Januar 1973 – 23. Oktober 1973     |
| 71.  | Regierung Leburton II                              | Edmond Leburton                  | PSC-CVP-PSB-BSP-PLP-PVV                        | 23. Oktober 1973 – 19. Januar 1974     |
| 72.  | Regierung Tindemans I                              | Leo Tindemans                    | PSC-CVP-PLP-PVV                                | 25. April 1974 – 11. Juni 1974         |
| 73.  | Regierung Tindemans II                             | Leo Tindemans                    | PSC-CVP-PLP-PVV-RW                             | 11. Juni 1974 – 4. März 1977           |
| 74.  | Regierung Tindemans III                            | Leo Tindemans                    | PSC-CVP-PVV-PRLW                               | 6. März 1977 – 18. April 1977          |
| 75.  | Regierung Tindemans IV                             | Leo Tindemans                    | PSC-CVP-PSB-BSP-VU-FDF                         | 3. Juni 1977 – 11. Oktober 1978        |
| 76.  | Regierung Vanden Boeynants II                      | Paul Vanden Boeynants            | PSC-CVP-PSB-BSP-VU-FDF                         | 20. Oktober 1978 – 18. Dezember 1978   |
| 77.  | Regierung Martens I                                | Wilfried Martens                 | CVP-PS-SP-PSC-FDF                              | 3. April 1979 – 16. Januar 1980        |
| 78.  | Regierung Martens II                               | Wilfried Martens                 | CVP-PS-SP-PSC                                  | 23. Januar 1980 – 9. April 1980        |
| 79.  | Regierung Martens III                              | Wilfried Martens                 | CVP-PS-SP-PSC-PVV-PLP                          | 18. Mai 1980 – 7. Oktober 1980         |
| 80.  | Regierung Martens IV                               | Wilfried Martens                 | CVP-PS-SP-PSC                                  | 22. Oktober 1980 – 2. April 1981       |
| 81.  | Regierung M. Eyskens                               | Mark Eyskens                     | CVP-PS-SP-PSC                                  | 6. April 1981 – 21. September 1981     |
| 82.  | Regierung Martens V                                | Wilfried Martens                 | CVP-PVV-PRL-PSC                                | 17. Dezember 1981 – 14. Oktober 1985   |
| 83.  | Regierung Martens VI                               | Wilfried Martens                 | CVP-PRL-PVV-PSC                                | 28. November 1985 – 21. Oktober 1987   |
| 84.  | Regierung Martens VII                              | Wilfried Martens                 | CVP-PVV-PRL-PSC                                | 21. Oktober 1987 – 9. Mai 1988         |
| 85.  | Regierung Martens VIII                             | Wilfried Martens                 | CVP-PS-SP-PSC-VU                               | 9. Mai 1988 – 29. September 1991       |
| 86.  | Regierung Martens IX                               | Wilfried Martens                 | CVP-PS-SP-PSC                                  | 29. September 1991 – 7. März 1992      |
| 87.  | Regierung Dehaene I                                | Jean-Luc Dehaene                 | CVP-PS-SP-PSC                                  | 7. März 1992 – 23. Juni 1995           |
| 88.  | Regierung Dehaene II                               | Jean-Luc Dehaene                 | CVP-PS-SP-PSC                                  | 23. Juni 1995 – 12. Juli 1999          |
| 89.  | Regierung Verhofstadt I                            | Guy Verhofstadt                  | VLD-PS-PRL-FDF-MCC-SP-Ecolo-Agalev             | 12. Juli 1999 – 12. Juli 2003          |
| 90.  | Regierung Verhofstadt II                           | Guy Verhofstadt                  | VLD-PS-MR-SP.A-Spirit                          | 12. Juli 2003 – 21. Dezember 2007      |
| 91.  | Regierung Verhofstadt III                          | Guy Verhofstadt                  | CD&V-MR-PS-Open VLD-CDH                        | 21. Dezember 2007 – 20. März 2008      |
| 92.  | Regierung Leterme I                                | Yves Leterme                     | CD&V-MR-PS-Open VLD-CDH                        | 20. März 2008 – 30. Dezember 2008      |
| 93.  | Regierung Van Rompuy                               | Herman Van Rompuy                | CD&V-MR-PS-Open VLD-CDH                        | 30. Dezember 2008 – 25. November 2009  |
| 94.  | Regierung Leterme II                               | Yves Leterme                     | CD&V-MR-PS-Open VLD-CDH                        | 25. November 2009 – 6. Dezember 2011   |
| 95.  | Regierung Di Rupo                                  | Elio Di Rupo                     | PS-CD&V-MR-SP.A-Open VLD-CDH                   | 6. Dezember 2011 – 11. Oktober 2014    |
| 96.  | Regierung Michel I                                 | Charles Michel                   | CD&V-MR-N-VA-Open VLD                          | 11. Oktober 2014 – 9. Dezember 2018    |
| 97.  | Regierung Michel II                                | Charles Michel                   | CD&V-MR-Open VLD                               | 9. Dezember 2018 – 27. Oktober 2019    |
| 97.  | Regierung Wilmès I                                 | Sophie Wilmès                    | CD&V-MR-Open VLD                               | 27. Oktober 2019 – 17. März 2020       |
| 98.  | Regierung Wilmès II                                | Sophie Wilmès                    | CD&V-MR-Open VLD                               | 17. März 2020 – 1. Oktober 2020        |
| 99.  | Regierung De Croo                                  | Alexander De Croo                | CD&V-MR-Open VLD-PS-SP.A-Ecolo-Groen           | 1. Oktober 2020 – 3. Februar 2025      |
| 100. | Regierung De Wever                                 | Bart De Wever                    | N-VA-MR-LE-Vooruit-CD&V                        | seit 3. Februar 2025                   |